# Microeca papuana
La petroica papú (Microeca papuana}, es una especie de ave paseriforme, perteneciente a la familia Petroicidae, del género Microeca.

## Localización
Es una especie de ave que se encuentra en las montañas de Nueva Guinea.